# Nerocila hemirhamphusi
Nerocila hemirhamphusi är en kräftdjursart som beskrevs av Shyamasundari, Hanumantha Rao och Jalaj Kumari 1990. Nerocila hemirhamphusi ingår i släktet Nerocila och familjen Cymothoidae. Inga underarter finns listade i Catalogue of Life.